# Canariotettix brachypterus
Canariotettix brachypterus är en insektsart som beskrevs av Lindberg 1954. Canariotettix brachypterus ingår i släktet Canariotettix och familjen dvärgstritar. Inga underarter finns listade i Catalogue of Life.